# سبنسر ألبي
سبنسر ألبي (بالإنجليزية: Spencer Albee)‏ هو مغن مؤلف وملحن أمريكي، ولد في 31 مايو 1976 في دوفر في الولايات المتحدة.

## وصلات خارجية
- سبنسر ألبي على موقع IMDb (الإنجليزية)
- سبنسر ألبي على موقع ميوزك برينز (الإنجليزية)
- سبنسر ألبي على موقع أول ميوزيك (الإنجليزية)
- سبنسر ألبي على موقع ديسكوغز (الإنجليزية)